# Jimmy Cochran
James „Jimmy“ Cochran (* 29. Mai 1981 in Burlington) ist ein ehemaliger US-amerikanischer Skirennläufer. Er war auf die Disziplinen Slalom und Riesenslalom spezialisiert und entstammt der Cochran-Familie aus dem Bundesstaat Vermont, die mehrere Weltklasseskirennläufer hervorgebracht hat. Bob Cochran ist sein Vater; Marilyn Cochran, Barbara Ann Cochran und Lindy Cochran sind seine Tanten. Auch seine Cousine Jessica Kelley und seine Cousins Tim, Robby Kelley und Ryan Cochran-Siegle sind bzw. waren Skirennläufer. Cochran fuhr von 2003 bis 2012 im Weltcup und nahm zweimal an Olympischen Spielen sowie drei Weltmeisterschaften teil.

## Karriere
Cochran begann mit dem Skirennsport im Alter von sieben Jahren im familieneigenen Skiresort Cochran’s Ski Area nahe Burlington. Im März 1998 bestritt er seine ersten FIS-Rennen, ab Januar 2000 folgten Einsätze im Nor-Am Cup. Ab 2001 gelangen ihm erste Siege in FIS-Rennen sowie erste Top-10-Platzierungen im Nor-Am Cup. 2002 begann er ein Studium an der University of Vermont. Nach seiner Aufnahme in den Kader des US-Skiteams gelang Cochran im Winter 2003/04 der Anschluss an die nationale Spitze. Zunächst erzielte er mehrere Podestplätze im Nor-Am Cup, bis er am Ende des Winters seinen ersten Sieg im Slalom in Mont-Tremblant feierte, womit er Zweiter in der Nor-Am-Slalomwertung wurde. Bei den nationalen Meisterschaften gewann er 2004 seine ersten beiden Titel im Slalom und im Riesenslalom. 2007 und 2008 kamen zwei weitere Titel im Slalom und ebenfalls 2008 der insgesamt fünfte Titel in der Kombination hinzu.
Nachdem Cochran im Winter 2003/04 bei seinen ersten Weltcupstarts noch ohne Punkte geblieben war, gewann er am 19. Dezember 2004 mit Platz 14 im Riesenslalom von Alta Badia erstmals Weltcuppunkte. Ein Jahr später erreichte er mit Platz sieben im Riesenslalom von Kranjska Gora sein erstes Top-10-Ergebnis, das gleichzeitig sein bestes Weltcupresultat blieb. Trotz dieser vereinzelten guten Ergebnisse waren in Weltcuprennen Qualifikationen für den zweiten Lauf zunächst selten. Beständiger zeigte er sich im Nor-Am Cup, wo er in der Saison 2004/05 mit zwei Siegen Zweiter der Riesenslalomwertung und 2005/06 mit einem Sieg Fünfter der Slalomwertung wurde.
Ab 2005 kam Cochran bei Großereignissen zum Einsatz. Bei den Weltmeisterschaften 2005 in Bormio erreichte er Platz 16 im Riesenslalom und bei den Olympischen Winterspielen 2006 in Turin als bester US-Amerikaner den zwölften Rang im Slalom. Bei den Weltmeisterschaften 2007 in Åre wurde er nach einem Ausfall im Slalom allerdings nur 37. im Riesenslalom und mit seinen Teamkollegen Elfter und Letzter im Mannschaftswettbewerb. Ab dem Winter 2006/07 konnte sich Cochran häufiger in Weltcuprennen für den zweiten Durchgang qualifizieren. In der Saison 2007/08 fuhr er mit drei Top-10-Platzierungen (zwei achte Plätze in den Slaloms von Alta Badia und Adelboden sowie ein zehnter Platz im Riesenslalom von Alta Badia) seine insgesamt beste Weltcupsaison. Im folgenden Winter fiel Cochran im Weltcup wieder zurück – er war in keinem Rennen besser als 18. –, erreichte dafür aber bei den Weltmeisterschaften 2009 in Val-d’Isère mit Laufbestzeit im zweiten Durchgang den zehnten Platz im Slalom. 
Ab der Saison 2009/10 startete Cochran im Weltcup nur noch im Slalom. Schon im vergangenen Winter hatte er in keinem Riesenslalom mehr gepunktet. Er konnte sich gegenüber den Vorjahresergebnissen wieder verbessern, fuhr in drei Weltcupslaloms unter die schnellsten 15 und erreichte am 21. Dezember 2009 mit Platz neun in Alta Badia sein fünftes und letztes Top-10-Ergebnis, womit er 20. im Slalomweltcup wurde. Bei den Olympischen Winterspielen 2010 schied er allerdings im zweiten Slalomdurchgang aus, nachdem er im ersten Lauf nur an 44. Stelle gelegen war. Im Sommer 2010 erlitt Cochran während eines Trainingscamps in Neuseeland eine Knöchelverletzung, weshalb er im gesamten Winter 2010/11 pausieren musste. Ab November 2011 nahm er wieder an Rennen teil und fuhr im Weltcup in der Saison 2011/12 zweimal unter die schnellsten 20. Am 29. März 2012 beendete Cochran mit dem Start bei den US-amerikanischen Slalommeisterschaften seine aktive Karriere.

## Erfolge

### Olympische Winterspiele
- Turin 2006: 12. Slalom

### Weltmeisterschaften
- Bormio 2005: 16. Riesenslalom
- Åre 2007: 11. Mannschaftswettbewerb, 37. Riesenslalom
- Val-d’Isère 2009: 10. Slalom

### Weltcup
- 5 Platzierungen unter den besten zehn

### Weltcupwertungen
| Saison  | Gesamt | Gesamt | Riesenslalom | Riesenslalom | Slalom | Slalom | Kombination | Kombination |
| Saison  | Platz  | Punkte | Platz        | Punkte       | Platz  | Punkte | Platz       | Punkte      |
| ------- | ------ | ------ | ------------ | ------------ | ------ | ------ | ----------- | ----------- |
| 2004/05 | 108.   | 25     | 42.          | 25           | -      | -      | –           | –           |
| 2005/06 | 83.    | 55     | 32.          | 36           | 49.    | 19     | –           | –           |
| 2006/07 | 89.    | 65     | 45.          | 4            | 31.    | 57     | 48.         | 4           |
| 2007/08 | 54.    | 156    | 36.          | 40           | 25.    | 116    | –           | –           |
| 2008/09 | 102.   | 30     | -            | -            | 37.    | 30     | –           | –           |
| 2009/10 | 66.    | 100    | -            | -            | 20.    | 100    | –           | –           |
| 2010/11 | 103.   | 36     | -            | -            | 35.    | 36     | –           | –           |

### Nor-Am Cup
- Saison 2003/04: 2. Slalomwertung
- Saison 2004/05: 7. Gesamtwertung, 2. Riesenslalomwertung
- Saison 2005/06: 5. Slalomwertung, 10. Riesenslalomwertung
- 10 Podestplätze, davon 4 Siege:

| Datum         | Ort            | Land   | Disziplin    |
| ------------- | -------------- | ------ | ------------ |
| 11. März 2004 | Mont-Tremblant | Kanada | Slalom       |
| 10. März 2005 | Mont-Tremblant | Kanada | Riesenslalom |
| 11. März 2005 | Mont-Tremblant | Kanada | Riesenslalom |
| 17. März 2006 | Panorama       | Kanada | Slalom       |

### Weitere Erfolge
- Fünffacher US-amerikanischer Meister:
  - 3× Slalom: 2004, 2007 und 2008
  - 1× Riesenslalom: 2004
  - 1× Kombination: 2008
- 1 Podestplatz im Europacup
- 16 Siege in FIS-Rennen